# Polygonella macrophylla
Polygonella macrophylla Small – gatunek rośliny z rodziny rdestowatych (Polygonaceae Juss.). Występuje naturalnie w południowo-wschodnich Stanach Zjednoczonych – na Florydzie oraz w Alabamie. 

## Morfologia
PokrójWiecznie zielony półkrzew dorastający do 80–110 cm wysokości.
LiścieIch blaszka liściowa jest siedząca i ma kształt od odwrotnie jajowatego do lancetowatego. Mierzy 26–56 mm długości oraz 9–30 mm szerokości, jest o rozwartej nasadzie lub zbiegającej po ogonku i tępym wierzchołku. Gatka jest całobrzega.
KwiatyObupłciowe lub funkcjonalnie jednopłciowe, zebrane w grona o długości 3–5 cm, rozwijają się na szczytach pędów. Listki okwiatu mają odwrotnie jajowaty kształt i barwę od białej do czerwonej, mierzą 1–3 mm długości.
OwoceTrójboczne niełupki osiągające 3–4 mm długości.

## Biologia i ekologia
Rośnie w lasach sosnowych oraz zaroślach, na terenach nizinnych. Kwitnie w październiku. 

## Ochrona
Polygonella macrophylla na Florydzie ma status gatunku wysokiego ryzyka, natomiast w Alabamie jest zagrożony wyginięciem.